# Jean Stafford
Pour les articles homonymes, voir Stafford.
 (juillet 2019).
Si vous disposez d'ouvrages ou d'articles de référence ou si vous connaissez des sites web de qualité traitant du thème abordé ici, merci de compléter l'article en donnant les références utiles à sa vérifiabilité et en les liant à la section « Notes et références ».
Jean Stafford (Covina, Californie, 1915 – White Plains, New York, 1979) est une romancière et nouvelliste américaine. Elle obtient en 1970 le prix Pulitzer de la Fiction pour son recueil de nouvelles The Collected Stories of Jean Stafford. 

## Biographie
Son premier roman, Boston Adventure, paru en 1944, est un succès public et lui vaut des commentaires élogieux à travers tous les États-Unis. Si, dans la suite de sa carrière littéraire, elle écrit deux autres romans, son genre de prédilection sera le court récit. Ses œuvres ont été publiées dans The New Yorker et dans différentes revues littéraires, telles que Vogue, Mademoiselle et Harper's Bazaar. Parallèlement à sa carrière d’écrivain, elle est enseignante au Collège Stephens, à Columbia, dans le Missouri (de 1937 à 1938), collabore à la Southern Review (de 1940 à 1941), et est maître de conférences à l’Université Columbia, à New York (de 1967 à 1969).
Bien qu’ayant été la fille cadette d’une fratrie de quatre enfants, ses écrits mettent souvent en scène des personnages esseulés et aliénés de leur entourage, et l’irruption d’événements tragiques est un thème récurrent dans son œuvre. De fait, c’est l’infélicité qui a caractérisé en majeure partie la vie privée de Jean Stafford, sa vie ayant été marquée, en effet, par des périodes d’alcoolisme, de dépression et d’abattement, et par deux divorces. Des événements dramatiques émaillent sa jeunesse : elle est témoin, au collège, du sanglant suicide d’une camarade de classe ; son frère aîné Dick, à qui elle était très attachée, périt dans un accident de voiture en France pendant la guerre ; son premier mariage, en 1940, avec Robert Lowell, poète brillant, mais mentalement instable, laisse en elle des traces durables, émotionnelles mais aussi physiques : ainsi est-elle grièvement blessée en décembre 1938 dans un accident de voiture, alors que Lowell est au volant — traumatisme qu’elle décrit dans un de ses récits les plus connus, The Interior Castle (Le Château intérieur, titre qu’elle emprunte à Thérèse d’Avila) ; la défiguration qui en résulte pour elle est un tournant dans son existence. Un deuxième mariage, contracté en 1950 avec Oliver Jensen, photographe au magazine Life, se termine comme le précédent par un divorce. Elle a cependant une brève période de bonheur conjugal avec son troisième mari, A. J. Liebling, éminent collaborateur au New Yorker, qu’elle épouse en 1959. Après la mort de Liebling, en 1963, elle cesse virtuellement d’écrire des œuvres de fiction. 
Sa santé qui, tant du point de vue physique que psychique, a été fragile tout au long de son existence, se dégrade encore, à la fin de sa vie, sous l’effet d’une affection respiratoire. Souffrant des séquelles d’une attaque d’apoplexie survenue trois ans auparavant, et ayant quasiment cessé de s’alimenter, elle décède d’un arrêt cardiaque à White Plains, New York, en 1979, à l’âge de 63 ans. Elle est inhumée à East Hampton, dans l'État de New York. 
Plusieurs biographies de Jean Stafford sont publiées après sa mort : Jean Stafford, The Life of a Writer (1988), par David Roberts ; Jean Stafford: The Savage Heart (1990), par Charlotte Margolis Goodman ; et The Interior Castle: The Art and Life of Jean Stafford (1992), par Ann Hulbert. La monographie de Goodman est celle qui s’attache le plus à éclairer l’auteur en tant qu’écrivaine féministe.

## Œuvre
- Boston Adventure (1944, roman)
- The Interior Castle (1947, nouvelle)
- The Mountain Lion (1947)
- The Catherine Wheel (1952)
- Le Coffre aux espérances, 1971 ((en) The Collected Stories of Jean Stafford, 1969)Recueil de trente nouvelles, dont A Country Love Story, The Interior Castle, In the Zoo, Bad Characters, Children Are Bored on Sunday
- An Influx of Poets
- The Lion and the Carpenter, and Other Tales From the Arabian Nights Retold
- Elephi, the Cat with the High IQ
- Le Puma, Le Puma  (trad. Julien Nègre), BEAU DOMMAGE, 2023 (1re éd. 1947), 208 p. (ISBN 978-2-9583603-1-3)